# Hadelin Viellevoye
Hadelin Viellevoye, né le 22 novembre 1914 à Liège et mort dans la même ville le 18 juin 2010, est un footballeur international belge actif du milieu des années 1930 au début des années 1950. Il joue durant la majeure partie de sa carrière au R. FC Bressoux, en troisième division belge. Il est le seul joueur à avoir été appelé avec les « Diables Rouges » en évoluant à ce niveau dans la hiérarchie nationale.

## Carrière
Hadelin Viellevoye débute avec l'équipe première du R. FC Bressoux en 1934, un peu avant son vingtième anniversaire. Le club évolue alors en Promotion, le troisième niveau dans la hiérarchie du football belge. Il devient rapidement un titulaire indiscutable dans le milieu de terrain et en fin de saison, ses bonnes prestations lui permettent d'être appelé en équipe nationale belge pour disputer une rencontre amicale. Il est le premier joueur évoluant au troisième niveau national à être retenu chez « Diables Rouges » et reste encore aujourd'hui le seul dans ce cas. Malgré cette sélection, il continue à jouer avec Bressoux jusqu'en 1939, quand le déclenchement de la Seconde Guerre mondiale interrompt les compétitions.
Hadelin Viellevoye aurait ensuite joué durant la saison 1943-1944 en Angleterre, au Queens Park Rangers mais aucune compétition officielle n'est organisée dans le pays pendant la guerre. Il revient en Belgique une fois les combats terminés et joue encore six rencontres avec le Standard de Liège durant la saison 1950-1951 avec 6 compétitions et 0 but avant de ranger définitivement ses crampons. Il meurt à Liège le 18 juin 2010 à l'âge de 95 ans.
Il est inhumé à Grivegnée.

## Statistiques
| Saison                | Club                  | Championnat           | Championnat | Championnat | Coupe(s) nationale(s) | Coupe(s) nationale(s) | Total | Total |
| Saison                | Club                  | Division              | M.          | B.          | M.                    | B.                    | M.    | B.    |
| 1934-1935             | R. FC Bressoux        | Division 3            | -           | -           | 0                     | 0                     | 0     | 0     |
| 1935-1936             | R. FC Bressoux        | Division 3            | -           | -           | 0                     | 0                     | 0     | 0     |
| 1936-1937             | R. FC Bressoux        | Division 3            | -           | -           | 0                     | 0                     | 0     | 0     |
| 1937-1938             | R. FC Bressoux        | Division 3            | -           | -           | 0                     | 0                     | 0     | 0     |
| 1938-1939             | R. FC Bressoux        | Division 3            | -           | -           | 0                     | 0                     | 0     | 0     |
| Sous-total            | Sous-total            | Sous-total            | -           | -           | 0                     | 0                     | 0     | 0     |
| 1950-1951             | Standard de Liège     | Division 1            | 6           | 0           | 0                     | 0                     | 6     | 0     |
| Total sur la carrière | Total sur la carrière | Total sur la carrière | 6           | 0           | 0                     | 0                     | 6     | 0     |

## Carrière internationale
Hadelin Viellevoye compte une convocation et un match joué en équipe nationale belge. Celui-ci a lieu le 12 mai 1935 contre les Pays-Bas, qui se solde par une défaite 0-2.
Le tableau ci-dessous reprend toutes les sélections d'Hadelin Viellevoye. Le score de la Belgique est toujours indiqué en gras.
| Date       | Compétition  | Adversaire | Lieu      | Score | Remarque |
| ---------- | ------------ | ---------- | --------- | ----- | -------- |
| 12/05/1935 | Match amical | Pays-Bas   | Bruxelles | 0-2   |          |